# Noritaka Hidaka
Pour les articles homonymes, voir Hidaka.
Noritaka Hidaka (日高 憲敬, Hidaka Noritaka) né le 29 mai 1947 à Tokyo au Japon est un footballeur japonais.